# Déclaration d'indépendance de l'Ukraine (1991)
Pour les articles homonymes, voir Déclaration d'indépendance de l'Ukraine.
Ne doit pas être confondu avec Référendum sur l'indépendance de l'Ukraine.

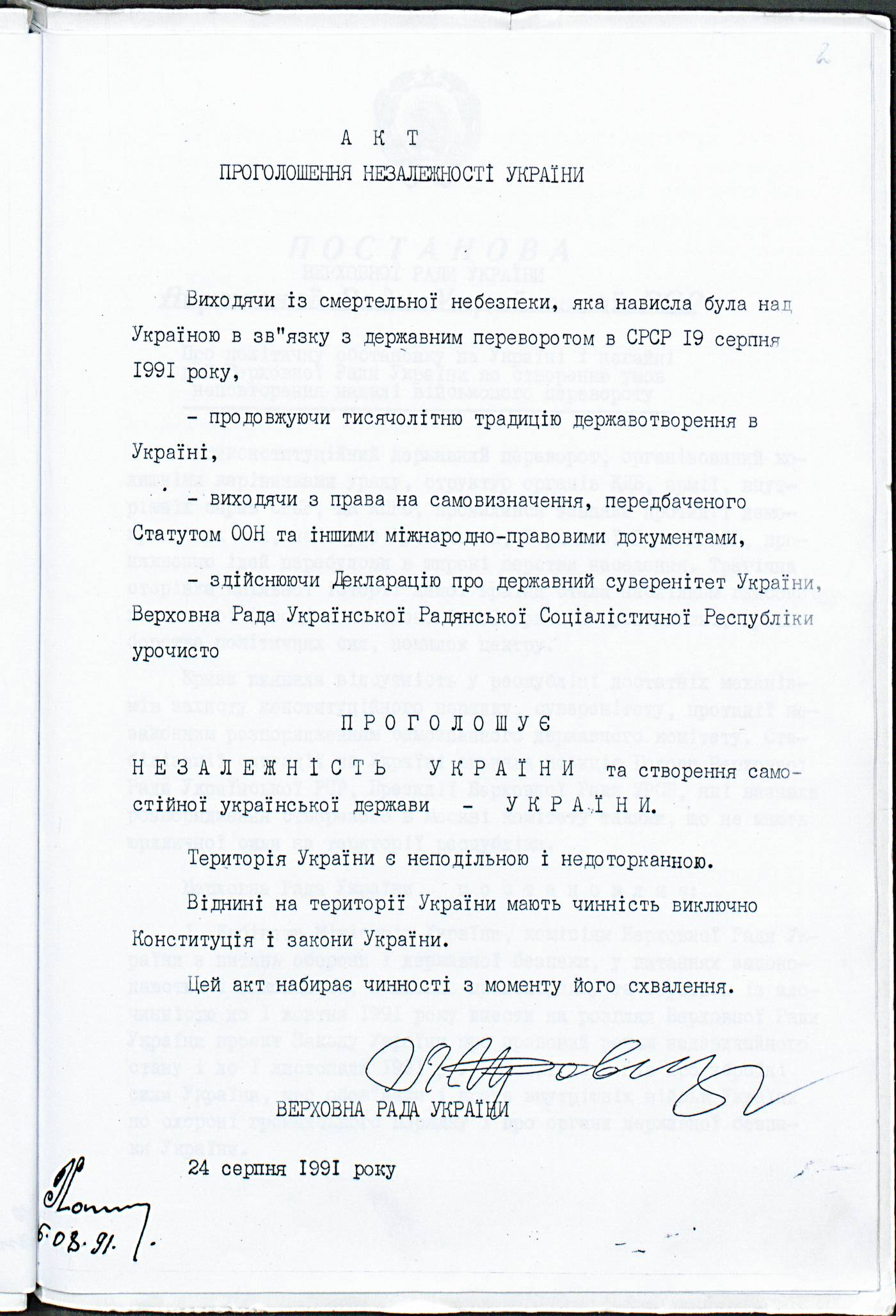
La déclaration d'indépendance de l'Ukraine.

L'Acte de déclaration d'indépendance de l'Ukraine (en ukrainien Акт проголошення незалежності України, Akt proholochennia nezalejnosti Oukraïny) est l'acte d'indépendance adopté par le Soviet suprême de la RSS d'Ukraine (en) le 24 août 1991 et rétablissant l'indépendance de l'État ukrainien,.

## Texte
| Texte original en ukrainien | Traduction française |
| --- | --- |
| А К Т ПРОГОЛОШЕННЯ НЕЗАЛЕЖНОСТІ УКРАЇНИ Про проголошення незалежності України Виходячи із смертельної небезпеки, яка нависла була над Україною в зв'язку з державним переворотом в СРСР 19 серпня 1991 року, - продовжуючи тисячолітню традиції державотворення на Україні, - виходячи з права на самовизначення, передбаченого Статутом ООН та іншими міжнародно-правовими документами, - здійснюючи Декларацію про державний суверенітет України, Верховна Рада Української Радянської Соціалістичної Республіки урочисто проголошує н е з а л е ж н і с т ь У к р а ї н и та створення самостійної української держави - УКРАЇНИ. Територія України є неподільною і недоторканною. Віднині на території України мають чинність виключно Конституція і закони України. Цей акт набирає чинності з моменту його схвалення. ВЕРХОВНА РАДА УКРАЇНИ 24 серпня 1991 року | ACTE DE DÉCLARATION D'INDÉPENDANCE DE L'UKRAINE Concernant la déclaration d'indépendance de l'Ukraine Au vu du danger mortel entourant l'Ukraine avec le coup d'État en URSS du 19 août 1991, - Dans la continuation de la tradition millénaire du développement de l'État en Ukraine, - En vertu du droit des peuples à disposer d'eux-mêmes et en accord avec la Charte des Nations unies et d'autres textes de droit international, et - Mettant en œuvre la Déclaration de souveraineté de l'Ukraine, le Soviet suprême de la République socialiste soviétique d'Ukraine (en) déclare solennellement L'INDÉPENDANCE DE L'UKRAINE et la création d'un État ukrainien indépendant, l'UKRAINE. Son territoire est indivisible et inviolable. À compter de ce jour, la Constitution et les lois de l'Ukraine sont les seules valides sur le territoire de l'Ukraine. Cet acte entre en vigueur dès son approbation. SOVIET SUPRÊME de l'UKRAINE 24 août 1991 |

## Adoption
Le texte est adopté au lendemain de la tentative de coup d'État en Union soviétique le 19 août 1991, lorsque des dirigeants communistes conservateurs tentent de rétablir le contrôle central du parti communiste sur l'URSS. En réponse, au cours d'une session extraordinaire de 11 heures, le Soviet suprême de la RSS d'Ukraine (en) approuve à une écrasante majorité l'Acte de déclaration adopté avec 321 voix pour, 2 voix contre et 6 abstentions (sur 360 participants). Le texte a été composé en grande partie dans la nuit du 23 au 24 août 1991, principalement par Levko Loukianenko, Serhiy Holovatyi, Mykhailo Horyn, Ivan Zayets et Viatcheslav Tchornovil.
Le Parti communiste d'Ukraine (PCU), persuadé dans les coulisses par Leonid Kravtchouk, membre du Parti et président du Soviet suprême, se sent obligé de soutenir la loi afin de se distancer du coup d'État. Le premier secrétaire du PCU, Stanislav Hourenko, a de même fait valoir que « ce serait un désastre » si le PCU ne parvenait pas à soutenir l'indépendance et les membres du PCU avaient été troublés par la nouvelle de l'arrestation de l'ancien chef du parti Volodymyr Ivachko à Moscou, de la resubordination de l'armée soviétique aux dirigeants de la RSFS de Russie et de la mise sous scellés des locaux du Comité central du Parti communiste.
Le jour même (24 août), le parlement demande un référendum pour approuver cette déclaration d'indépendance, avec l'appui des leaders de l'opposition Ihor Ioukhnovsky et Dmytro Pavlytchko. Le parlement vote également la création d'une garde nationale de l'Ukraine et un nouveau statut pour les forces armées soviétiques situées sur le territoire ukrainien.
Dans les jours qui ont suivi, un certain nombre de résolutions et de décrets sont adoptés : nationalisation des biens du PCU, remis dès lors au Soviet suprême et aux conseils locaux ; amnistie pour tous les prisonniers politiques ; suspension de toutes les activités du PCU et gel de ses actifs et de ses comptes bancaires dans l'attente d'enquêtes officielles sur une éventuelle collaboration avec les putschistes de Moscou ; création d'une commission d'enquête sur les soutiens au coup d'État ; et création d'un comité sur les questions militaires liées à la création d'un ministère de la Défense de l'Ukraine.
Le 26 août 1991, le représentant permanent de la RSS d'Ukraine auprès des Nations unies (la RSS d'Ukraine était l'un des membres fondateurs des Nations unies), Hennadiy Udovenko, informe le bureau du Secrétaire général des Nations unies qu'il est désormais représentant de l'Ukraine,. Le même jour, le comité exécutif de Kiev vote également le retrait de tous les monuments des héros communistes des lieux publics, y compris le monument de Lénine sur la place centrale de la Révolution d'Octobre. Le comité décide de même que la place serait rebaptisée Maidan Nezalezhnosti (Place de l'Indépendance) tout comme la station de métro sous cette place.

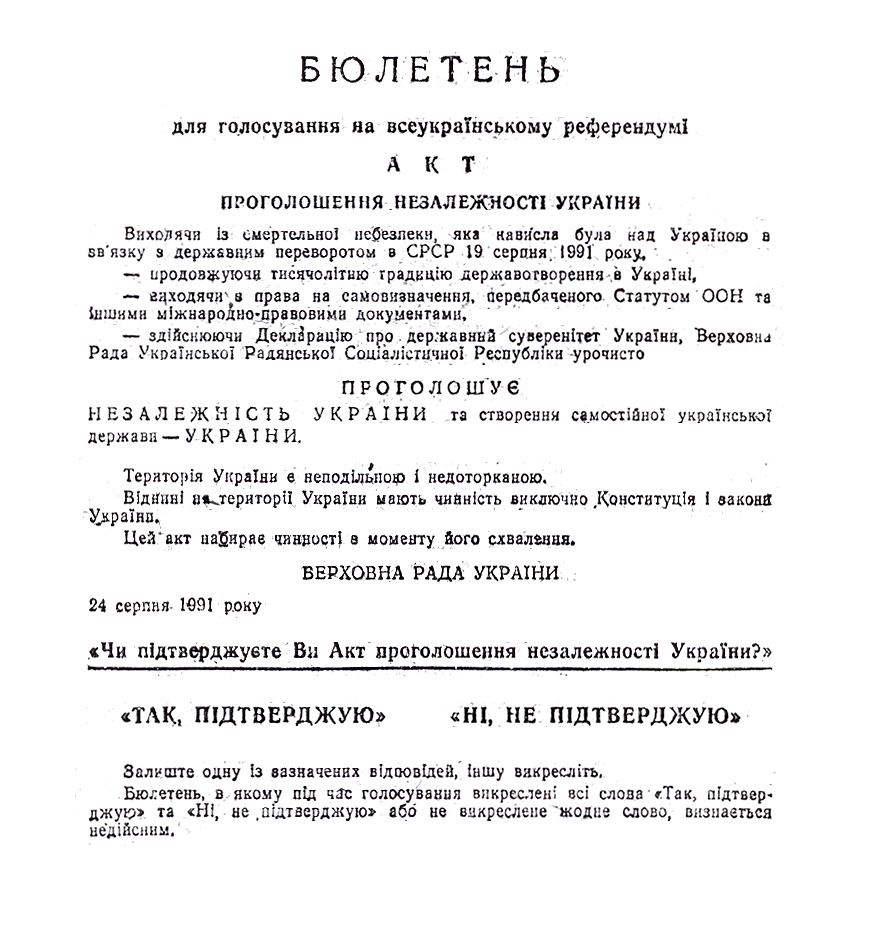
Le bulletin de vote utilisé lors du Référendum sur l'indépendance de l'Ukraine, avec le texte de la Déclaration d'indépendance imprimé dessus.

Lors du référendum sur l'indépendance du 1er décembre 1991, le peuple ukrainien exprime un soutien franc et massif à l'Acte de déclaration d'indépendance, avec plus de 90 % de votes en faveur et une participation de 82 % des électeurs. Le référendum a lieu le même jour que la première élection présidentielle directe en Ukraine ; les six candidats à la présidence soutiennent tous l'indépendance et font campagne pour le « oui ». L'approbation du référendum met fin à toute chance réaliste d'un maintien de l'Union soviétique, même à une échelle limitée car l'Ukraine était le deuxième État membre de l'URSS le plus puissant, économiquement et politiquement.
Une semaine après les élections, le président nouvellement élu Leonid Kravtchouk se joint à ses homologues russe et biélorusse Boris Eltsine et Stanislaw Chouchkievitch pour signer, le 8 décembre 1991, les accords de Minsk, qui actent la fin de l'Union soviétique. L'Union soviétique est officiellement dissoute le 26 décembre 1991.
Depuis 1992, le 24 août est célébré en Ukraine comme le Jour de l'Indépendance.

## Reconnaissance internationale
La Pologne et le Canada sont les premiers pays à reconnaître l'indépendance de l'Ukraine, tous deux le 2 décembre 1991. Le même jour, l'émission de fin de soirée du journal télévisé Vesti annonce que Boris Eltsine a reconnu l'indépendance de l'Ukraine.